# 디시인사이드 SHOW
디시인사이드 SHOW는 Y-STAR 채널에서 방송했던 오락 프로그램이다. MC는 김준호가 맡았고 방송시간은 금요일 오후 11시였다.